# Прапор Тонги
Прапор Тонги — є національною емблемою Тонги, прийнятий 4 листопада 1875 року.
Прапор схожий на прапор Червоного хреста. Прапор Тонги спочатку не відрізнявся від нього, але, задля того щоб уникнути плутанини, його вигляд був змінений так, щоб червоний хрест займав чверть полотнища червоного прапора, що робить його схожим на комерційний прапор (прапор торгового флоту) Великої Британії 17 століття. В такому вигляді прапор використовується з 1864 року, та офіційного статусу набув в 1875 році.

## Конструкція прапора
|                     |
| Конструкція прапора |

## Галерея

Військово-морський прапор
Королівський штандарт Тонги